# Убийства в Гранд-Рапидс
Убийства в Гранд-Рапидс — серия из как минимум 11 убийств девушек и женщин, совершенных в период с марта 1994 года по сентябрь 1996 года на территории города Гранд-Рапидс в штате Мичиган. Все жертвы были замечены в занятии проституцией и страдали наркотической зависимостью. В ходе дальнейшего расследования личность серийного убийцы так и не была установлена.

## Хронология событий
Серия убийств началась в марте 1994 года после обнаружения тела 25-летней Лизы Отберг. 6 ноября того же года были обнаружены скелетированные останки второй жертвы преступника. Из-за высокой степени разложения тела личность жертвы так и не была впоследствии установлена. На основании результатов судебно-медицинской экспертизы было установлено, что останки принадлежали женщине, находящейся на момент смерти в возрасте 35—50 лет, которая была убита весной или в начале лета 1994 года. 1 июня 1995 года на западной окраине Гранд-Рапидс было обнаружено тело 33-летней Памелы Верил. Женщина была проституткой и увлекалась наркотическими средствами. В ходе судебно-медицинской экспертизы было установлено, что Памела Верил погибла от последствий сильного избиения. 4 октября того же года было обнаружено тело 37-летней Гейл Кук. Полицией было установлено, что Кук также была занималась проституцией и находилась в розыске по обвинению в хранении наркотиков. Причиной смерти Гейл Кук стало удушение. В ноябре того же года, в водах ручья, расположенного в северной части Гранд-Рапидс, было обнаружено тело проститутки, 25-летней Доун Шэйвер. Перед смертью девушка подверглась сильному избиению и была задушена. 9 августа 1996 года на территории Даунтауна Гранд-Рапидс преступник совершил убийство 36-летней проститутки по имени Мишель Беккер. 21 сентября того же года на территории города была убита 21-летняя Соня Компос. Через десять дней местными жителями  на одной из окраин города были обнаружены еще одни скелетированные останки женщины, личность которой так никогда и не была установлена. Она проходила по делу как «Джейн Доу». 3 октября 1996 года серийный убийца совершил еще одно убийство. Его очередной жертвой стала 37-летняя Шэрон Хаммак, которая страдала наркотической зависимостью и также была замечена в занятии проституцией. 13 октября 1996 года в полицию Гранд-Рапид позвонил человек, отказавшийся представиться, который заявил о том, что еще одна жертва убийцы захоронена на поле позади одного из заводов на территории Гранд-Рапидс. В тот же день в месте, указанном осведомителем, полицией в ходе поисковых мероприятий были обнаружены скелетированные останки женщины. В ходе судебно-медицинской экспертизы было установлено, что на момент смерти она находилась в возрасте 40—55 лет, но ее личность впоследствии установить также не удалось. Последней подтвержденной жертвой серийного убийцы стала 29-летняя Виктория Мур, чьи расчлененные останки были обнаружены в лесистой местности на расстоянии 27 миль от Гранд-Рапидс. 
Виктория Мур была объявлена пропавшей без вести в сентябре 1996 года и также являлась проституткой. В декабре 1995 года она стала свидетелем убийства женщины, которую забили до смерти трое молодых людей из-за задолженности за неуплату дозы крэк-кокаина. 12 августа 1996 года она выступила в качестве свидетеля обвинения во время судебного процесса, после чего пропала без вести.

## Расследование
В октябре 1996 года в полиции города для расследования серийных убийств была создана целевая группа из 14 сотрудников, которая провела рейд по кварталам красных фонарей, расположенных недалеко от центра города. В ходе расследования выяснилось, что как минимум 5 жертв серийного убийцы имели контакты с социальным учреждением «Rose Haven Ministry», которое было основано в 1991 году для оказания помощи женщинам, попавшим в тяжёлые жизненные обстоятельства. В результате расследования в число подозреваемых попало несколько человек, однако никому из них никаких обвинений в дальнейшем предъявлено не было, в результате чего целевая группа была расформирована весной 1997 года. В 1998 году на окраине города были обнаружены скелетированные останки 32-летней Шери Джин Стюарт Браун, которая считалась пропавшей без вести с августа 1996 года. Шери Браун, как и большинство жертв серийного убийцы, страдала наркотической зависимостью и занималась проституцией. Предположительно она считается 12-й жертвой преступника, но в конечном итоге она не была включена в официальный список жертв серийного убийцы из-за того, что обнаружение ее останков произошло после окончания расследования. В последующие годы личность серийного убийцы так и не была установлена.